# Cara cara navel
Các Cara cara navel, hoặc cam đỏ ruột là một cam đầu to-giữa mùa cho là đã phát triển như một sự pha trộn giữa cam Washington và cam Brazil Bahia.    
Được phát hiện tại Hacienda Caracara 10°14′41″B 67°56′52″T / 10,2447°B 67,9478°T Ở Valencia, Venezuela năm 1976, nguồn gốc rõ ràng không đủ chắc chắn để thỉnh thoảng bảo đảm sự khác biệt của một đột biến, chỉ có cây được tìm thấy ở trên đó, Washington rốn là một tổ tiên được chấp nhận. Cara caras đã không tham gia vào thị trường sản xuất tiêu dùng của Mỹ cho đến cuối những năm 1980  và chỉ được mang theo bởi các thị trường đặc sản trong nhiều năm sau đó.

## Đặc điểm

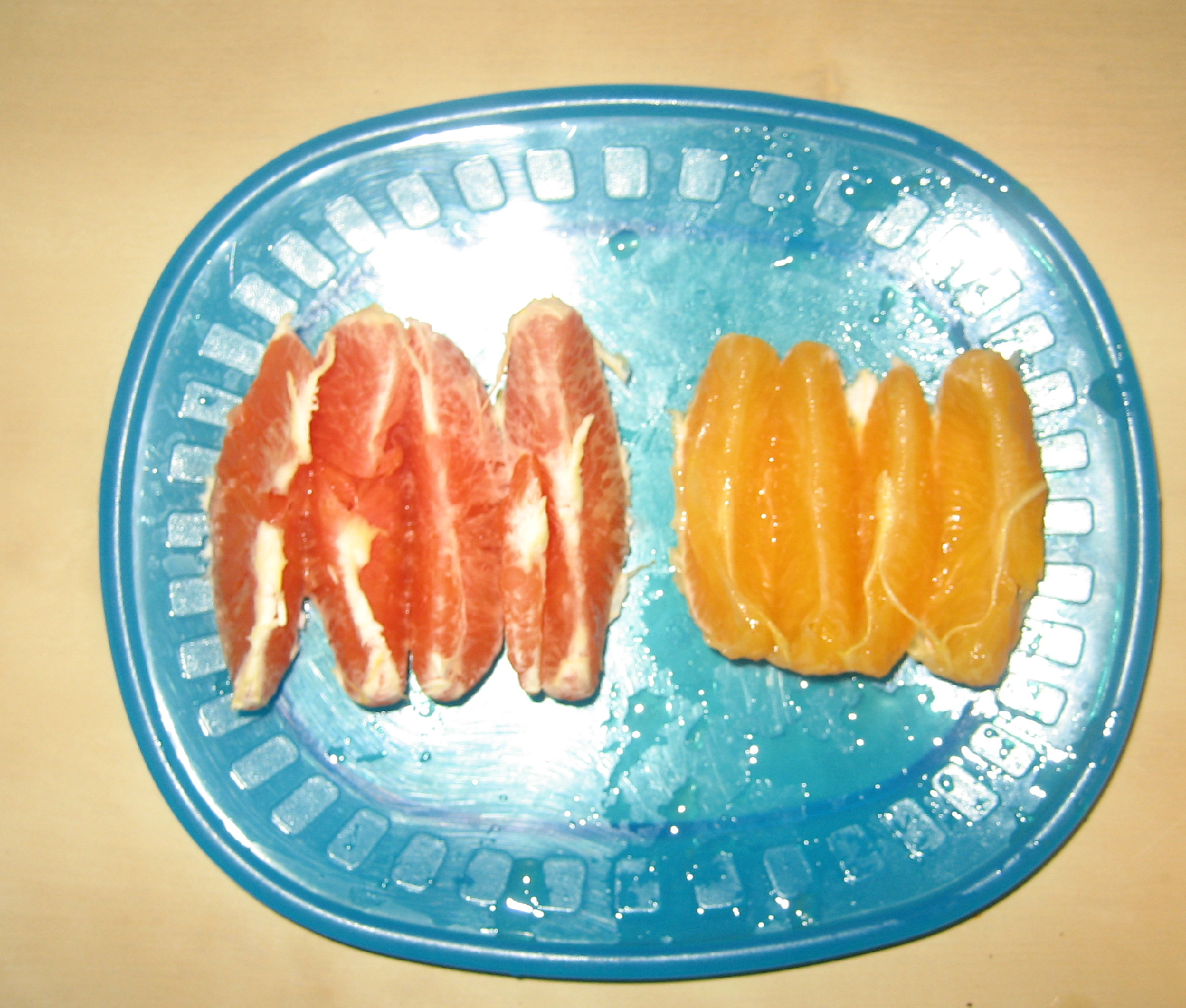
Cara cara lát cam, bên trái, so với lát cam rốn thông thường, bên phải

Cam có kích thước trung bình này là không hạt, ngọt và ít axit và được đặc trưng bởi ít hoặc không có ruột và dễ dàng tách sạch khỏi vỏ. Hương vị phức tạp hơn hầu hết các loại cam và đã được mô tả là gợi lên hương của anh đào, cánh hoa hồng và dâu đen.   

## Mùa
Từ các khu vực trồng trọt chính, Cara Nam Phi đã sẵn sàng để bán ra thị trường bắt đầu từ tháng 8, trái cây Venezuela đến vào tháng 10 và trái cây California xuất hiện theo mùa vào cuối tháng 11 và có sẵn trong tháng 4.